# Gimme the Loot
«Gimme the Loot» — музыкальный сингл российского хип-хоп-исполнителя Big Baby Tape из его дебютного альбома Dragonborn. За основу трека был взят семпл из песни The Notorious B.I.G. «Gimme the Loot». Композиция дебютировала на 1 позиции в чарте ВКонтакте, Apple Music (Россия), а также на сайте Genius.

## Композиция
| №  | Название         | Автор(ы)      | Продюсер      | Длительность |
| -- | ---------------- | ------------- | ------------- | ------------ |
| 1. | «Gimme the Loot» | Big Baby Tape | Big Baby Tape | 2:15         |

## Чарты
| Чарт (2018)             | Высшая позиция |
| ----------------------- | -------------- |
| Латвия                  | 2              |
| Латвия (Spotify)        | 32             |
| Россия (Apple Music)    | 1              |
| Россия (Spotify)        | 72             |
| Россия (ВКонтакте)      | 1              |
| Туркменистан (iTunes)   | 81             |
| Украина (Apple Music)   | 62             |
| Украина (iTunes)        | 100            |
| Украина (Spotify)       | 121            |
| Эстония (Eesti Tipp-40) | 14             |
| Эстония (Spotify)       | 55             |